# Катастрофа A320 под Динь-ле-Беном
Катастрофа A320 под Динь-ле-Беном — крупная авиационная катастрофа, произошедшая во вторник 24 марта 2015 года между городами Динь-ле-Бен и Барселоннет (Франция). Авиалайнер Airbus A320-211 авиакомпании Germanwings выполнял плановый регулярный рейс 4U9525 по маршруту Барселона—Дюссельдорф, но через 30 минут после взлёта внезапно перешёл в быстрое снижение и ещё через 10 минут врезался в горный склон в Прованских Альпах и полностью разрушился. Погибли все находившиеся на его борту 150 человек — 144 пассажира и 6 членов экипажа.
Официальной причиной катастрофы стало самоубийство пилота.
Катастрофа рейса 9525 стала первой в истории авиакомпании Germanwings. По числу погибших она занимает второе место в истории гражданской авиации Германии (после катастрофы Ил-62 в Кёнигс-Вустерхаузене, 156 погибших) и третье место во Франции (после катастроф DC-10 под Парижем и MD-81 на Корсике).

## Самолёт
Airbus A320-211 (регистрационный номер D-AIPX, серийный 0147) был выпущен в 1990 году (первый полёт совершил 29 ноября под тестовым б/н F-WWDN), став одним из старейших самолётов данной модели. 5 февраля 1991 года был передан авиакомпании Lufthansa, которая, в свою очередь, в июле 2003 года передала его своей дочерней авиакомпании Germanwings. В июле 2004 года самолёт был возвращён на баланс Lufthansa, где получил имя Mannheim. 31 января 2014 года был вновь передан Germanwings. Был оснащён двумя двухконтурными турбовентиляторными двигателями CFM International CFM56-5A1. На день катастрофы 24-летний авиалайнер совершил 46 748 циклов «взлёт-посадка» и налетал 58 313 часов.
Последняя техническая проверка самолёта была проведена 23 марта 2015 года компанией Lufthansa Technik. В тот день у него были обнаружены проблемы с люком переднего шасси (англ. Nose Landing Door), в результате лайнер был переведён в состояние «Aircraft On Ground». К 10:00 утра 23 марта проблема была решена и далее самолёт выполнял рейсы в обычном порядке.
Последний C-check лайнер проходил летом 2013 года, никаких неполадок обнаружено не было.

## Экипаж и пассажиры
Самолётом управлял опытный экипаж, его состав был таким:
- Командир воздушного судна (КВС) — 34-летний Патрик Зонденхаймер (нем. Patrick Sondenheimer). Опытный пилот, проработал в авиакомпаниях Lufthansa и Germanwings 14 лет (с марта 2001 года). Управлял самолётами Airbus A330 и Airbus A340 (в качестве второго пилота). В должности командира Airbus A320 — с 6 мая 2014 года (до этого управлял им в качестве второго пилота). Налетал 6763 часа, 3811 из них — на Airbus A320 (259 из них — в качестве КВС)[13][14].
- Второй пилот — 27-летний Андреас Лубиц (нем. Andreas Lubitz). Опытный пилот, проработал в авиакомпаниях Lufthansa и Germanwings 7 лет и 2 месяца (с января 2008 года). Окончил курсы пилотов в лётной школе Lufthansa в Бремене и со 2 сентября 2013 года работал в Germanwings. В должности второго пилота Airbus A320 — с 26 июня 2014 года. Налетал 919 часов, 540 из них — на Airbus A320[15].

В салоне самолёта работали четверо бортпроводников:
- Майк Дэниэл Корольчук (нем. Maik Daniel Korolczuk), 26 лет.
- Анн-Катрин Пюнтманн (нем. Ann-Kathrin Püntmann), 26 лет.
- Тим Блендерманн (нем. Tim Blendermann), 26 лет.
- Кристина Садло (нем. Kristina Sadlo), 23 года.

Большинство человек на борту были гражданами Германии — 72 человека, 51 человек были гражданами Испании.
| Гражданство    | Пассажиры | Экипаж | Всего |
| -------------- | --------- | ------ | ----- |
| Германия       | 66        | 6      | 72    |
| Испания        | 51        | 0      | 51    |
| Казахстан      | 3         | 0      | 3     |
| США            | 3         | 0      | 3     |
| Великобритания | 3         | 0      | 3     |
| Аргентина      | 2         | 0      | 2     |
| Австралия      | 2         | 0      | 2     |
| Венесуэла      | 2         | 0      | 2     |
| Колумбия       | 2         | 0      | 2     |
| Япония         | 2         | 0      | 2     |
| Иран           | 2         | 0      | 2     |
| Марокко        | 2         | 0      | 2     |
| Мексика        | 2         | 0      | 2     |
| Бельгия        | 1         | 0      | 1     |
| Дания          | 1         | 0      | 1     |
| Израиль        | 1         | 0      | 1     |
| Нидерланды     | 1         | 0      | 1     |
| Чили           | 1         | 0      | 1     |
| Всего          | 144       | 6      | 150   |

Среди пассажиров на борту самолёта находились:
- 16 десятиклассников и 2 преподавателя гимназии имени Йозефа Кёнига в Хальтерн-ам-Зе (Северный Рейн-Вестфалия). Они возвращались домой после недельного пребывания в Испании по программе обмена[40].
- Мария Раднер, оперная певица.
- Олег Брыжак, оперный певец.

## Хронология событий
Вылет рейса 4U9525, который выполнял Airbus A320-211 борт D-AIPX, планировался в 09:35, но вылет рейса был задержан.
В 10:00 рейс 9525 взлетел с полосы № 07R аэропорта Барселона — Эль-Прат и взял курс на Дюссельдорф, куда должен был прибыть в 11:55. В 10:27 он достиг крейсерской высоты полёта, заняв эшелон FL380 (около 11 600 метров). Его скорость составляла около 800 км/ч. В 10:31 лайнер пересёк французский берег рядом с Тулоном.
Как впоследствии сообщил руководитель онлайн-сервиса Flightradar24, анализ имеющихся у них данных свидетельствует о том, что автопилот самолёта в этот момент был вручную переставлен с высоты 11 600 метров на 30,5 метров.
Вскоре лайнер начал медленное снижение, его скорость упала с 890 до 793 км/ч. В 10:41 он снизился до 2000 метров и внезапно исчез с экранов радаров. В 10:41 рейс 4U9525 задел правым крылом гору, после чего носом врезался в склон горы и взорвался, при этом полностью разрушившись.
Обломки самолёта были обнаружены в гористой местности Альп Верхнего Прованса на высоте около 1500 метров над уровнем моря между городами Динь-ле-Бен и Барселоннет (в 17 километрах от последнего), в 100 километрах от Ниццы (Франция). Все находившиеся на его борту 150 человек погибли.

## Реакция
- Президент Франции Франсуа Олланд выразил соболезнования семьям погибших, назвав происшедшее «горем, которое Франция должна пережить»[49].
- Канцлер Германии Ангела Меркель была шокирована произошедшим, об этом заявил официальный представитель правительства страны Штеффен Зайберт[50].
- Свои соболезнования выразили представители других стран, в том числе президенты России[51][52], Белоруссии[53], Украины[54], Латвии[55] и других стран.

## Расследование

### Данные бортовых самописцев
Расследование причин катастрофы рейса 4U9525 проводило французское Бюро по расследованию и анализу безопасности гражданской авиации (BEA) (фр. Bureau d’Enquêtes et d’Analyses pour la Sécurité de l’Aviation Civile); позже к нему присоединилось Немецкое федеральное бюро расследований авиационных происшествий (BFU) (нем. Bundesstelle für Flugunfalluntersuchung).
24 марта BEA направило 7 следователей к месту катастрофы в сопровождении представителей компании «Airbus» (производитель разбившегося самолёта) и завода «CFM International» (производитель двигателей разбившегося самолёта).
24 марта на месте катастрофы был обнаружен один из бортовых самописцев лайнера (речевой). Он был серьёзно поврежден, но остался в рабочем состоянии. Также была найдена наружная оболочка параметрического самописца, сам самописец был найден 2 апреля.
На пресс-конференции 26 марта французские следователи объявили, что второй пилот рейса 4U9525 Андреас Лубиц умышленно перевёл самолёт в режим снижения. При этом он находился в кабине пилотов один, так как КВС, передав ему управление, ненадолго покинул кабину. Позже командир пытался вернуться назад, но безрезультатно — дверь в кабину была заблокирована изнутри. Командир стучал в дверь, пытался выбить её. До момента столкновения с горой второй пилот хранил молчание, не выходил на связь с диспетчером и не отвечал на его повторяющиеся вызовы. В то же время, судя по записи речевого самописца, его дыхание было нормальным.
Прокуратура Марселя квалифицировала действия второго пилота как «непредумышленное убийство».
- График высоты полёта рейса 9525[42]
- Траектория полёта рейса 9525 перед катастрофой

### Окончательный отчёт расследования
Окончательный отчёт расследования BEA был опубликован 13 марта 2016 года.
Он подтвердил вину Андреаса Лубица в крушении самолёта. Следователи исходят из того, что второй пилот, который страдал от постоянной депрессии, заблокировал себя в кабине пилотов и умышленно направил самолёт на горы. По их данным, Лубиц начал проявлять симптомы, которые могут свидетельствовать о депрессивном психотическом эпизоде; в декабре 2014 года и в последующие месяцы он консультировался с несколькими врачами и ни один из них не предупредил об опасности руководителей авиационной отрасли или непосредственно его работодателя. В связи с этим следователи рекомендуют, чтобы мировые органы авиации установили новые правила для регулярной проверки пилотов, которые, в частности, требуют от медиков тут же сообщать, если психическое здоровье пилота может поставить общественную безопасность под угрозу.

## Последствия катастрофы
- Непосредственно после катастрофы рейса 9525 курс акций компании «Airbus» упал на 2 %, курс акций Germanwings — на 2,5 %[66].
- Французский профсоюз авиадиспетчеров SNCTA объявил об отмене запланированной на 25—27 марта забастовки[67]. Об отказе от забастовок объявил и немецкий профсоюз лётчиков «Cockpit», представляющий, среди прочего, пилотов авиакомпаний Lufthansa и её дочерних предприятий, находящихся в состоянии трудового спора с авиакомпанией[68].
- В федеральной земле Северный Рейн-Вестфалия в 10:53 26 марта была объявлена минута молчания в память о погибших[69]. Мэр города Хальтерн-ам-Зе, откуда были 16 погибших в катастрофе школьников, назвал день катастрофы самым трагическим в 725-летней истории города[70].
- 25 марта авиакомпания Germanwings в знак уважения к пассажирам и экипажу рейса 9525 изменила нумерацию рейсов Барселона—Дюссельдорф с 4U9525 на 4U9441 и Дюссельдорф—Барселона с 4U9524 на 4U9440[71].
- Авиационные органы в Канаде, Новой Зеландии и Германии внедрили новые правила, которые требуют обязательного присутствия двух человек в кабине пилотов в течение всего полёта[72][73][74]. Европейское агентство авиационной безопасности рекомендовало введение подобных правил во всех авиакомпаниях[74][75]; федеральное управление гражданской авиации США также требовало присутствия двух человек в кабине во время полёта[72][73]. Впоследствии ряд авиакомпаний объявил о введении соответствующих правил[72][76], но Французский профсоюз пилотов выступил против этого нововведения[77].
- При расследовании причин катастрофы возникли более общие вопросы относительно того, как контролировать состояние сотрудников, которым по роду деятельности приходится отвечать за жизнь и безопасность других людей. Психолог Райнер Кеммлер (англ. Reiner Kemmler), специализирующийся на подготовке пилотов, отметил, что задача выявления сотрудников с психическими отклонениями чрезвычайно затруднена, если такие люди намеренно скрывают свои психические проблемы в ходе регулярных проверок[78].

## Культурные аспекты
Катастрофа рейса 9525 показана в 16 сезоне канадского документального телесериала Расследования авиакатастроф в эпизоде Убийство в облаках.

### Комментарии
1. ↑  В том числе 2 человека имели гражданство Боснии и Герцеговины
2. ↑  В том числе 1 человек имел гражданство Великобритании и Польши
3. ↑  В том числе 1 человек имел гражданство Испании
4. ↑  Здесь и далее указано Центральноевропейское время — CET